# Sejfi Vllamasi
Sejfi Vllamasi vagy Sejfeddin Vllamasi (sɛjfi vɫamasi; Novosela, 1883. szeptember 24. – Fier, 1975. január) albán politikus, állatorvos.
Az 1900-as évektől részt vett az oszmán fennhatóság alatt élő albánság függetlenségi törekvéseiben, 1920-tól pedig a lushnjai statútumok szellemiségében politizált, a parlament néppárti frakciójának vezéralakja volt. 1923–1924-ben Amet Zogu kormányában a közmunkaügyi és mezőgazdasági tárcát vezette, 1923 novemberétől de facto ő irányította a belügyeket is. 1924-ben szembefordult Zoguval, és a következő másfél évtizedet nyugat-európai emigrációban töltötte. 1939-ben tért vissza az Olaszország által lerohant Albániába, ahol először szerepet vállalt a fasiszta államvezetésben, majd 1943-tól a Nemzeti Front tagja lett. A kommunista hatalomátvétel után kilenc évre börtönbe került, szabadulása után internáltként élte le az életét.

## Életútja
Egy Kolonja vidéki faluban született. Középfokú tanulmányait 1892-ben Edirnében kezdte meg, ahol mások mellett Shahin Kolonjától fizikát és csillagászatot is tanult. 1900-tól 1904-ig Konstantinápolyban tanult tovább, ahol állatorvosi képesítést szerzett.
1905 júliusában Manasztirba nevezték ki állatorvosnak. A városban kapcsolatba került a Bajo Topulli vezette, az albánok függetlenségéért küzdő hazafias szervezet tagjaival. 1906-ban nacionalista szervezkedés vádjával az oszmán hatóságok letartóztatták, és Anatólia keleti részébe, egy Karahisar nevű faluba internálták. Az ifjútörök mozgalom 1908. júliusi győzelme után kihirdetett amnesztiával ő is visszanyerte szabadságát, ezt követően 1912-ig a konstantinápolyi állatorvosi kollégiumban oktatott fizikát és kémiát. Az első Balkán-háború kitörésekor, 1912 őszén besorozták, és a 29. hadosztály tábori állatorvosaként szolgált a çatalcai fronton.
A háború végeztével, 1914. március 14-én hazatért az immár független Albániába, ahol a nagyhatalmak által kijelölt uralkodó, Vilmos fejedelem támogatói közé tartozott. 1918-ban alapító tagja volt a Koszovói Nemzeti Védelmi Bizottságnak (Komiteti Mbrojtja Kombëtare e Kosovës). 1919 március–áprilisában az első világháborút lezáró Párizs környéki béketárgyalásokra akkreditált, megfigyelői jogokkal rendelkező albán delegáció tagja volt.
1920 januárjában részt vett az Albánia közjogi alapjait megszilárdító lushnjai kongresszuson. 1921-ben szülőföldje, Kolonja képviseletében az első állandó albán nemzetgyűlés képviselője lett. Pandeli Evangjeli oldalán 1924-ig vezette a korabeli köznyelvben Néppárt vagy Klikk néven ismert frakciót, amelyet valójában Eshref Frashëri irányított. Csoportjukat alapvetően reformistáknak tartották abban az értelemben, hogy – albán viszonylatban polgári és nyugatias – tagjaik ragaszkodtak az 1920. januári lushnjai statútumok demokratikus szellemiségéhez. Programjuk központi témái az általános oktatás kiterjesztése, a természeti kincsek kiaknázásának gyors ütemű fejlesztése és a parasztságnak való földjuttatás volt.
1923. május 30-ától Amet Zogu kormányában a közmunkaügyi és mezőgazdasági tárcát vezette, időközben 1923 novemberében a kormányfőtől átvette a belügyminisztérium de facto irányítását is. Vllamasi ezt követően azonban Zogu politikai ellenfele lett, és miután Zogu 1924 decemberében megszilárdította hatalmát, Vllamasi az emigrációt választotta. Előbb Bariban telepedett le, majd Bécsben és Párizsban élt, eközben mindvégig aktív tagja volt a Nemzeti Egység nevű antizogista emigráns szervezetnek. Az 1931 februárjában Bécsbe látogató Zogu ellen elkövetett merénylet idején maga is az osztrák fővárosban tartózkodott, és közeli kapcsolatban állt a merénylőkkel. Zogu-ellenes szervezkedéséért távollétében több ízben halálra ítélték az albán bíróságok.
Miután Olaszország 1939. április 7-én lerohanta Albániát és Zogu elmenekült az országból, Vllamasi hazatért. Hat hónapon keresztül a fasiszta államtanács tagja volt, majd 1943-ban csatlakozott a Nemzeti Fronthoz.
Az 1944. novemberi kommunista hatalomátvételt követően tíz évi szabadságvesztésre ítélték, ebből kilencet töltött le börtönében. Szabadulását követően a hatóságok azonnal vidékre internálták. Vllamasi nyolcvanas éveiig egy fieri vágóhídon dolgozott disznóőrként, csak élete utolsó éveire kegyelmezett meg neki az állam egy szerény nyugdíj folyósításával.
Visszaemlékezései kéziratban maradtak, a rendszerváltást követően, 1995-ben jelentek meg Ballafaqime politike në Shqipëri 1897–1942 (’Politikai küzdelmek Albániában 1897–1942’) címen.